# Walter Falk (Intendant)
Walter Wilhelm Karl Falk (geboren 7. Dezember 1895 in Mühlberg/Elbe; gestorben 12. August 1963 in Castrop-Rauxel) war ein deutscher Theaterintendant.

## Leben
Walter Falk studierte und wurde promoviert. Er gehörte 1921/22 zum Ensemble des Schloßparktheaters Steglitz. Er arbeitete ab 1934 am Stadttheater Breslau. Zum 1. Mai 1937 trat er der NSDAP bei (Mitgliedsnummer 5.849.813). Ab 1939 war er Intendant des Stadttheaters in Elbing. Falk schrieb für das Theater zur Aufführung von Shakespeares Ein Sommernachtstraum eine Musik, da die Schauspielmusik Ein Sommernachtstraum von Felix Mendelssohn Bartholdy aus antisemitischen Gründen nicht mehr aufgeführt werden sollte. Im Zweiten Weltkrieg wurde Falk Generalintendant des Mecklenburgischen Staatstheaters Schwerin.
1952 wurde Falk Intendant des Westfälischen Landestheaters mit Sitz in Castrop-Rauxel.

## Werke (Auswahl)
- Der Wanderer : Gedichte. Berlin-Steglitz : Orplid-Verlag, 1924